# Noel Marshall
Pour les articles homonymes, voir Marshall.
Noel Marshall, né le 18 avril 1931 à Chicago, Illinois, mort le 27 juin 2010 à Santa Monica, Californie, est un producteur américain.
Il est le réalisateur d’un seul film, Roar, qui met en scène des attaques sur des humains de divers animaux comme des lions des tigres des léopards ou même des éléphants. Le film est un échec commercial, ayant nécessité onze ans de tournage et causé les blessures de soixante-dix personnes (dont le réalisateur lui-même et sa femme Tippi Hedren qui attrapent la gangrène) en raison du manque d'expérience de Marshall et de son équipe sur le comportement des animaux de la savane.

## Biographie
Il a été marié à l'actrice Tippi Hedren (de 1964 à 1982) dont il a produit trois des films (Mister Kingstreet's War, The Harrad Experiment et Roar).
Son plus grand succès fut la production de L'Exorciste.

## Filmographie
- 1973 : Mister Kingstreet's War de Percival Rubens
- 1973 : The Harrad Experiment de Ted Post
- 1973 : L'Exorciste (The Exorcist) de William Friedkin
- 1981 : Roar de lui-même
- 1988 : Jimmy Reardon de William Richert